# مردوک (گروه موسیقی)
مردوک (به انگلیسی: Marduk) یک گروه بلک متال سوئدی از نورکوپینگ می‌باشد . گروه در سال ۱۹۹۰ تشکیل شد و در سال ۱۹۹۱ اولین اثر خود را منتشر کرد. نام آن‌ها از نام خدای بابلیان، مردوخ الهام گرفته شده‌است.